# نوی‌شتات
نوی‌شتات (به آلمانی: Landkreis Neustadt an der Aisch-Bad Windsheim) یک منطقهٔ روستایی در آلمان است که در فرانکن وسطی واقع شده‌است.

## خصوصیات
نوی‌شتات  ۹۷٬۴۸۲ نفر جمعیت دارد.

## شهرک‌ها و شهرداری‌ها

شهرک‌ها and municipalities in Landkreis Neustadt (Aisch)-Bad Windsheim

Towns:
- باد ویندسهایم
- بورگبرنهایم
- نوی‌اشتات آن در آیش
- شاینفلد
- اوفنهایم

Municipalities:
- Baudenbach
- بورگهاسلاخ
- Dachsbach
- دیشپک
- دیترسهایم
- امسکیرشن
- ارگرسهایم
- گالمرسگارتن
- گرهاردسهوفن
- گولهوفن
- گوتنشتتن
- هاگنبوشاخ
- همرسهایم
- ایلسهایم
- ایپسهایم
- Ipsheim
- لانگنفلد
- مارکت بیبارت
- مارکت رلباخ
- مارکت نوردهایم
- مارکت تاشندورف
- مارکتبرگل
- مونکستایناخ
- نویهوف ان در تسن
- اوبریکلسهایم
- اوبرنتسن
- ابرسچینفلد
- زیمرسهوفن
- زوگنهایم
- تراوتسکیرشن
- اوهلفلد
- وایگنهایم
- ویلهلمسدورف